# Rasmus Nilsson
Rasmus Benjamin Nancke Nilsson (født 21. oktober 2002) er en færøsk fodboldspiller, der spiller for HB Tórshavn og Færøernes U/21-fodboldlandshold.

## Karriere

### Tidligere karriere
Rasmus startede sin karriere som ungdomsspiller hos AB, skiftede videre til Sundby Boldklub. Efter et enkelt år i Sundby BK skiftede Rasmus til Hvidovre IF.

### Hvidovre IF
Efter to år i Hvidovre IF’s ungdomshold, rykkede han til førsteholdet og samtidige blev valgt til Færøernes U/21-fodboldlandshold.

### Boldklubben Frem
Den 2. august 2023 blev det offentliggjort, at Rasmus Nilsson skiftede til Boldklubben Frem. Rasmus spillede sin Frem debut mod Næstved IF i DBU Pokalen den 9. august 2023.

### HB Tórshavn
Den 1. februar 2024 blev det offentliggjort, at Rasmus Nilsson skiftede til HB Tórshavn.